# Finns folkhögskola

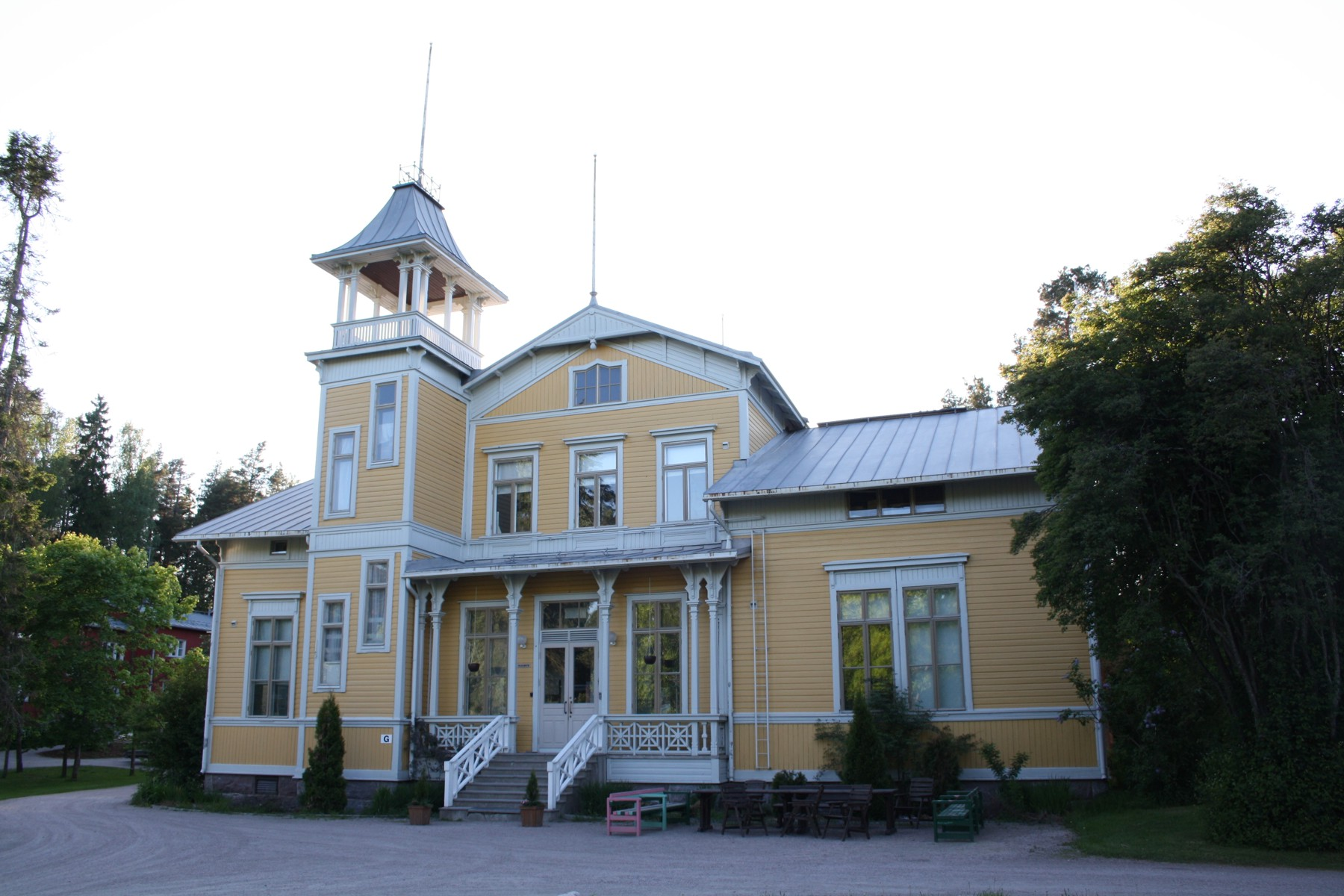
Finns folkhögskola

Finns folkhögskola är en tidigare folkhögskola som ligger i stadsdelen Esbogård i Esbo stad i södra Finland. Finns var 2008–2011 en del av folkhögskoleorganisationen Axxell. På Finns utbildades under dess slutskede ungdoms- och fritidsinstruktörer. 

## Historik
Finns folkhögskola grundades 1891 under namnet Mellersta Nylands folkhögskola. Ägaren till Esbo gård, kapten Arthur Myrberg, donerade Finnsbacken där skolan ligger för ändamålet. År 1950 bytte skolan namn till Finns folkhögskola. År 1973 köpte Svenska folkskolans vänner skolan och genom att införa kortkurser så ökade elevantalet. På 1990-talet blev det en ny kris och Finns slogs samman med Solvalla idrottsinstitut. År 1995 kopplades Solvalla/Finns till Yrkeshögskolan Sydväst och elevantalet på Finns var cirka 200. År 2000 flyttade de flesta utbildningslinjer bort från Finns. År 2008 blev Finns en del av den nygrundade skolorganisationen Axxell, varefter Svenska folkskolans vänner 2011 sålde skolan till det finskspråkiga yrkesinstitutet Omnia.
Det gula skolhuset, ritat av Waldemar Aspelin, färdigställdes år 1897, och den gamla elevbostaden, ritad av arkitektbyrån Taucher & Cajanus, stod klar 1909. Dessutom finns en vaktmästarvilla från tidigt 1900-tal på området. Ett diskret tillskott till bebyggelsen utgörs av logi- och restaurangbyggnader från 1980-talet, ritade av arkitekten Erik Kråkström. De gamla byggnaderna bildar en vacker helhet vid ingången till Finns, och vyerna har knappt förändrats på hundra år.